# 内卷 (生物学)
内卷（英語：involution）是指在原肠胚形成期间，扩展中的外层细胞片向内迁移，使得自身覆衬到其余外部细胞层的内表面上的过程。